# نجيب حنكش
نجيب حنكش وهو شاعر وكاتب واعلامي ومقدم برامج على تلفاز لبنان وكذلك ملحن أغاني لبناني، ولد في عام 1899 في حي زحلة لبنان، وهو يعتبر من اقدم الملحنين العرب. وكان شخصا محبوبا مرحا اشتهر بتاليفه لبعض الكتب الفكاهية وسماه اللبنانيون ظريف لبنان.
غادر لبنان مهاجراً إلى البرازيل عام 1922، وظل يعمل في عدة أعمال في كفاح ضد الفقر والحرمان، ومارس مهنة الغناء ومهنة الصحافة وأصدر صحيفة عام 1934 بعنوان جريدة لبنان، ودون فيها نكاته وطرائفه، وقضى معظم حياته خارج لبنان في البرازيل ثم عاد إلى لبنان وأشتهر فيها ككاتب وشاعر وإعلامي فكاهي.
لحن من الأغاني أغنية «فيكي يا دار الوفا» لشحرورة صباح وهذه الأغنية من قصيدة لخليل القارئ والقصيدة من الموشحات الاندلسيه
لحن من الأغاني ايضا أغنية «أعطني الناي» لفيروز وهذه الأغنية من قصيدة لجبران خليل جبران

## وفاته
توفي في لبنان بمدينة بيروت في 17 أبريل من عام 1979.